# دهستان بهنمیر
بهنمیر، دهستانی است از توابع بخش بهنمیر شهرستان بابلسر در استان مازندران ایران.

## جمعیت
براساس سرشماری سال ۱۳۸۵ جمعیت آن ۱۱۳۹۴ نفر (۲۹۲۳ خانوار) بوده‌است.